# イマトン州
イマトン州(イマトンしゅう、英語：Imatong State)は、南スーダン南部のエクアトリア地方東部にかつて存在した州。2015年成立、2020年廃止。
2014年の人口は59万8190人。
州都はトリトゥ。

## 隣接州
- 北：ジョングレイ州
- 北東：ボーマ州
- 東：ナモルニャング州
- 南：カボング県・キトゥグム県・ランウォ県・アムル県・アジュマニ県・モヨ県
- 南西：イェイ川州
- 西：ジュベク州
- 北西：テレケカ州

## 行政区画
12郡から成る。
- アヤシ郡
- イクウォト郡
- イメヘジェク郡
- キデポ郡
- ゲリア郡
- パゲリ郡
- トリトゥ郡
- 東トリトゥ郡
- 西トリトゥ郡
- マグウィ郡
- ラフォン郡
- 西ロピトゥ郡